# Září 2022
Toto je archivovaný článek z portálu Aktuality.
3. září – sobota
 Na Václavském náměstí v Praze proběhla demonstrace žádající demisi vlády Petra Fialy. 
5. září – pondělí
 Liz Trussová byla zvolena vůdkyní Konzervativní strany, a nahradí tak Borise Johnsona ve funkci britského premiéra. 
 Vyšetřování Izraelských obranných sil potvrdilo odpovědnost izraelské armády za zabití palestinské novinářky Širín abú Aklahové. 
7. září – středa
 Ozbrojené síly Ukrajiny zahájily rozsáhlou protiofenzívu v Charkovské oblasti. 
8. září – čtvrtek
 Alžběta II., nejdéle panující královna Spojeného království a 14 dalších zemí Commonwealthu, zemřela ve věku 96 let. Jejím nástupcem se stal Karel III. 
10. září – sobota
 Ukrajinské síly osvobodily města Balaklija, Kupjansk a Izjum v Charkovské oblasti. 
 V Moskvě bylo zprovozněno Slunce Moskvy, největší ruské kolo v Evropě. 
12. září – pondělí
 Konflikt o Náhorní Karabach: Při nočních střetech padlo na obou stranách téměř sto vojáků. 
13. září – úterý
 V pražském Podolí byla zahájena výstavba Dvoreckého mostu přes Vltavu. 
 Papež František přicestoval na třídenní návštěvu Kazachstánu. 
14. září – středa
 Vzdušně-kosmické síly Ruské federace zničily přehradu na řece Inhulec v ukrajinském městě Kryvyj Rih. 
15. září – čtvrtek
 Předsedkyně švédské vlády Magdalena Anderssonová podala po prohraných volbách demisi. 
 Roger Federer ohlásil ukončení kariéry. 
17. září – sobota
 Polsko otevřelo průplav přes Viselskou kosu spojující Viselský záliv s Gdaňskou zátokou. 
 Kazachstánský prezident Tokajev podepsal reformu ústavy zkracující prezidentský mandát na dobu sedmi let bez možnosti znovuzvolení a měnící jméno hlavního města země zpět na Astana. 
18. září – neděle
 Evropská komise navrhla odebrat Maďarsku dotace z evropských fondů v hodnotě 184 miliard korun. 
 Ukrajinské síly byly kompletně staženy z mírové mise v Konžské demokratické republice. 
 Předsedkyně americké Sněmovny reprezentantů Nancy Pelosiová během návštěvy Jerevanu odsoudila útoky Ázerbájdžánu na území Arménie. 
19. září – pondělí
 Ruské ozbrojené síly ostřelovaly Jihoukrajinskou jadernou elektrárnu ve městě Južnoukrajinsk v Mykolajivské oblasti. 
 Ve Westminsterském opatství proběhl státní pohřeb britské královny Alžběty II. 
21. září – středa
 Ruský prezident Vladimir Putin vyhlásil po nedávných ruských porážkách ve válce na Ukrajině částečnou mobilizaci. V ruských městech vypukly protesty, zadrženo bylo přes 1000 lidí. 
23. září – pátek
 V Česku začaly volby do zastupitelstev obcí a první kolo senátních voleb. 
24. září – sobota
 V Česku skončily volby do zastupitelstev obcí a první kolo senátních voleb. 
26. září – pondělí
 Kubánský prezident Miguel Díaz-Canel podepsal po odsouhlasení v referendu z předešlého dne nový zákon o rodině, který také umožňuje stejnopohlavní manželství a adopce stejnopohlavními páry. 
27. září – úterý
 Spojené státy a Kanada vyzvaly své občany k okamžitému opuštění Ruska. 
 Plynovod Nord Stream byl poškozen sérií explozí poblíž dánského ostrova Bornholm v Baltském moři. 
 Sonda DART narazila do binární planetky Dimorphos s cílem změnit její trajektorii. 
29. září – čtvrtek
 Hurikán Ian zasáhl americký stát Florida. Vyžádal si oběti a způsobil rozsáhlé škody. 
 Kvůli vzrůstajícímu počtu ilegálních migrantů začala česká policie střežit česko-slovenskou hranici. 
30. září – pátek
 Nejméně 23 lidí bylo zabito a dalších 28 zraněno při ruském útoku na humanitární konvoj u Záporoží. 
 Při sebevražedném útoku na Hazarské vzdělávací centrum v Kábulu bylo zabito 19 lidí. 
 V Burkině Faso svrhl vojenský převrat prezidenta Paula-Henriho Damibu, který se k moci dostal převratem v lednu 2022. 
 Ruský prezident Vladimir Putin podepsal připojení tzv. Doněcké lidové republiky, Luhanské lidové republiky, Chersonské a Záporožské oblasti k Rusku. 
 Nikaragua přerušila diplomatické styky s Nizozemskem. 